# Need You Now (bài hát)
"Need You Now" là một ca khúc nhạc pop đồng quê của ban nhạc đồng quê người Mỹ Lady Antebellum. Đây là đĩa đơn mở đầu cho album phòng thu thứ hai cùng tên của nhóm, Need You Now, được phát hành ngày 26 tháng 1 năm 2010. Tuy nhiên, đây lại là đĩa đơn đầu tiên của họ tại Vương quốc Anh và châu Âu, phát hành ngày 26 tháng 4 năm 2010.
Bài hát được đồng sáng tác bởi Lady Antebellum và Josh Kear, sản xuất bởi nhóm và Paul Worley. Nhận được những đánh giá tích cực từ các nhà phê bình,
"Need You Now" đã có 5 tuần ở vị trí quán quân trên bảng xếp hạng Hot Country Songs của Billboard cuối năm 2009; leo đến vị trí số 2 trên Billboard Hot 100 ngày 30 tháng 3 năm 2010, trở thành đĩa đơn thành công nhất của họ trên bảng xếp hạng này. Ca khúc cũng lọt vào top 5 ở Canada, Ireland và New Zealand, top 10 ở Hà Lan và Na Uy.
Vào tháng 4 năm 2011, ca khúc vượt qua "Love Story" của Taylor Swift để trở thành ca khúc nhạc đồng quê được tải về nhiều nhất trong lịch sử nhạc số Mỹ. Đĩa đơn đã được chứng nhận Bạch kim bởi Hiệp hội Công nghiệp ghi âm Hoa Kỳ.
Ban nhạc đã thu lại bài hát bằng ngôn ngữ Simlish trong The Sims 3: Ambitions.

## Xếp hạng
Ca khúc là ca khúc thứ hai của nhóm đạt vị trí quán quân trên bảng xếp hạng Hot Country Songs, ngày 28 tháng 11 năm 2009, nó trụ vững ở vị trí này 5 tuần liên tiếp. "Need You Now" cũng đạt vị trí #2 trên Billboard Hot 100, là đĩa đơn đạt được vị trí cao nhất của họ tính đến nay, cũng là đĩa đơn top 5 đầu tiên của nhóm. Trên Canadian Hot 100, bài hát cũng đạt đến vị trí số 2, cũng là vị trí cao nhất của nhóm tại bảng xếp hạng này. Đây là ca khúc nhạc đồng quê thứ hai đạt vị trí số 1 trên Billboard Adult Top 40, trước đó là Faith Hill với "Breathe" năm 2000.
Tại Vương quốc Anh, bài hát đạt vị trí #28 trên UK Singles Chart trong tuần đầu tiên phát hành, sau đó đạt đến vị trí #21 tuần tiếp đó.
Trên bảng xếp hạng cuối năm của Billboard Hot 100, bài hát này đã xếp ở vị trí #2, chỉ sau "Tik Tok" của Kesha. Đây là thành tích tốt nhất của một bài hát nhạc đồng quê, kể từ sau khi "Breathe" của Faith Hill đạt vị trí quán quân trên bảng xếp hạng Hot 100 cuối năm vào năm 2000.

## Video âm nhạc
Video âm nhạc của "Need You Now" do David McClister đạo diễn, đã được quay tại Toronto, Ontario. Video âm nhạc có mặt cả ba thành viên, nội dung video đi theo lời bài hát.

## Nội dung
Lời nhạc nói về tâm trạng cô đơn của một người thất tình trong đêm không ngủ được đã quyết tâm không gọi người yêu, nhưng không cưỡng lại được. Hillary Scott có lời nhận định về bài hát là, "Cả ba người chúng tôi đều biết cái tâm trạng cô đơn cho đến nổi kêu một cú điện thoại trong đêm, rồi sau đó sáng hôm sau thì ân hận." Charles Kelley nói rằng lúc đầu ban điều hành của băng nhạc có hơi lo lắng về lời nhạc "I'm a little drunk" (Tôi chếnh choáng say), nhưng anh thuyết phục họ cho giữ lại lời nhạc đó.

## Giải thưởng và đề cử
| Năm  | Hiệp hội                         | Hạng mục                                               | Kết quả   |
| ---- | -------------------------------- | ------------------------------------------------------ | --------- |
| 2010 | Academy of Country Music         | Ghi âm đĩa đơn của năm                                 | Đoạt giải |
| 2010 | Academy of Country Music         | Bài hát của năm                                        | Đoạt giải |
| 2010 | Academy of Country Music         | Video của năm                                          | Đề cử     |
| 2010 | CMT Music Awards                 | Video của một ban nhạc của năm                         | Đoạt giải |
| 2010 | CMT Music Awards                 | Video của năm                                          | Đề cử     |
| 2010 | Teen Choice Awards               | Choice Music: Country Song                             | Đề cử     |
| 2010 | Country Music Association Awards | Đĩa đơn của năm                                        | Đoạt giải |
| 2010 | Country Music Association Awards | Video âm nhạc của năm                                  | Đề cử     |
| 2010 | American Country Awards          | Đĩa đơn của năm                                        | Đoạt giải |
| 2010 | American Country Awards          | Đĩa đơn của một ban nhạc/bộ đôi                        | Đoạt giải |
| 2010 | American Country Awards          | Video âm nhạc của năm                                  | Đề cử     |
| 2010 | American Country Awards          | Video của một ban nhạc/bộ đôi                          | Đoạt giải |
| 2011 | Giải Grammy                      | Ghi âm của năm                                         | Đoạt giải |
| 2011 | Giải Grammy                      | Bài hát của năm                                        | Đoạt giải |
| 2011 | Giải Grammy                      | Best Country Performance by a Duo or Group with Vocals | Đoạt giải |
| 2011 | Giải Grammy                      | Bài hát đồng quê xuất sắc nhất                         | Đoạt giải |

## Danh sách thực hiện
- Chad Cromwell – trống
- Jason "Slim" Gambill – ghita điện
- Dave Haywood – acoustic guitar
- Charles Kelley – hát chính
- Rob McNelley – ghita điện (solo)
- Michael Rojas – piano, synthesizer
- Hillary Scott – hát chính
- Paul Worley – ghita acoustic, ghita điện
- Craig Young – ghita bass

## Xếp hạng
| Bảng xếp hạng (2009–2010)             | Vị trí cao nhất |
| ------------------------------------- | --------------- |
| Anh Quốc (OCC)                        | 21              |
| Áo (Ö3 Austria Top 40)                | 18              |
| Bỉ (Ultratop 50 Flanders)             | 13              |
| Bỉ (Ultratop 50 Wallonia)             | 37              |
| Brasil (Billboard Brasil)             | 11              |
| Canada (Canadian Hot 100)             | 2               |
| Đan Mạch (Tracklisten)                | 17              |
| Đức (GfK)                             | 32              |
| Ireland (IRMA)                        | 3               |
| Hà Lan (Single Top 100)               | 7               |
| Hà Lan (Dutch Top 40)                 | 7               |
| Hoa Kỳ Billboard Hot 100              | 2               |
| Hoa Kỳ Hot Country Songs (Billboard)  | 1               |
| Hoa Kỳ Adult Contemporary (Billboard) | 1               |
| Hoa Kỳ Dance Club Songs (Billboard)   | 15              |
| Hoa Kỳ Pop Airplay (Billboard)        | 2               |
| Hoa Kỳ Adult Pop Airplay (Billboard)  | 1               |
| Na Uy (VG-lista)                      | 8               |
| New Zealand (Recorded Music NZ)       | 5               |
| Nhật Bản (Japan Hot 100)              | 12              |
| Pháp (SNEP)                           | 56              |
| Phần Lan (Suomen virallinen lista)    | 12              |
| Tây Ban Nha (PROMUSICAE)              | 30              |
| Thụy Điển (Sverigetopplistan)         | 13              |
| Thụy Sĩ (Schweizer Hitparade)         | 11              |
| Úc (ARIA)                             | 27              |

| Bảng xếp hạng (2009)                  | Vị trí |
| ------------------------------------- | ------ |
| Hoa Kỳ Country Songs (Billboard)      | 48     |
| Bảng xếp hạng (2010)                  | Vị trí |
| Canada (Canadian Hot 100)             | 9      |
| Hà Lan (Mega Single Top 100)          | 18     |
| Thụy Sĩ (Schweizer Hitparade)         | 50     |
| Hoa Kỳ Billboard Hot 100              | 2      |
| Hoa Kỳ Pop Songs (Billboard)          | 24     |
| Hoa Kỳ Adult Pop Songs (Billboard)    | 3      |
| Hoa Kỳ Adult Contemporary (Billboard) | 1      |
| Hoa Kỳ Country Songs (Billboard)      | 48     |
| Bảng xếp hạng (2012)                  | Vị trí |
| Anh (Official Charts Company)         | 94     |

## Chứng nhận
| Quốc gia | Chứng nhận   | Số đơn vị/doanh số chứng nhận |
| --- | ------------ | ----------------------------- |
| Úc (ARIA) | 3× Bạch kim  | 210.000^                      |
| Brasil (Pro-Música Brasil) | Kim cương    | 250.000‡                      |
| Đan Mạch (IFPI Đan Mạch) | Bạch kim     | 90.000‡                       |
| Đức (BVMI) | Vàng         | 250.000‡                      |
| New Zealand (RMNZ) | Bạch kim     | 15.000*                       |
| Tây Ban Nha (PROMUSICAE) | Vàng         | 30.000‡                       |
| Thụy Điển (GLF) | Bạch kim     | 20.000‡                       |
| Anh Quốc (BPI) | 2× Bạch kim  | 1.200.000‡                    |
| Hoa Kỳ (RIAA) | 12× Bạch kim | 12.000.000‡ / 6.700.000       |
| * Chứng nhận dựa theo doanh số tiêu thụ. ^ Chứng nhận dựa theo doanh số nhập hàng. ‡ Chứng nhận dựa theo doanh số tiêu thụ và phát trực tuyến. |              |                               |

## Lịch sử phát hành
| Quốc gia       | Ngày                | Hãng ghi âm       |
| -------------- | ------------------- | ----------------- |
| Hoa Kỳ         | 24 tháng 8 năm 2009 | Capitol Nashville |
| Đức            | 23 tháng 4 năm 2010 | Capitol Nashville |
| Ý              | 23 tháng 4 năm 2010 | Capitol Nashville |
| Vương quốc Anh | 30 tháng 4 năm 2010 | Parlophone        |